# Analemma

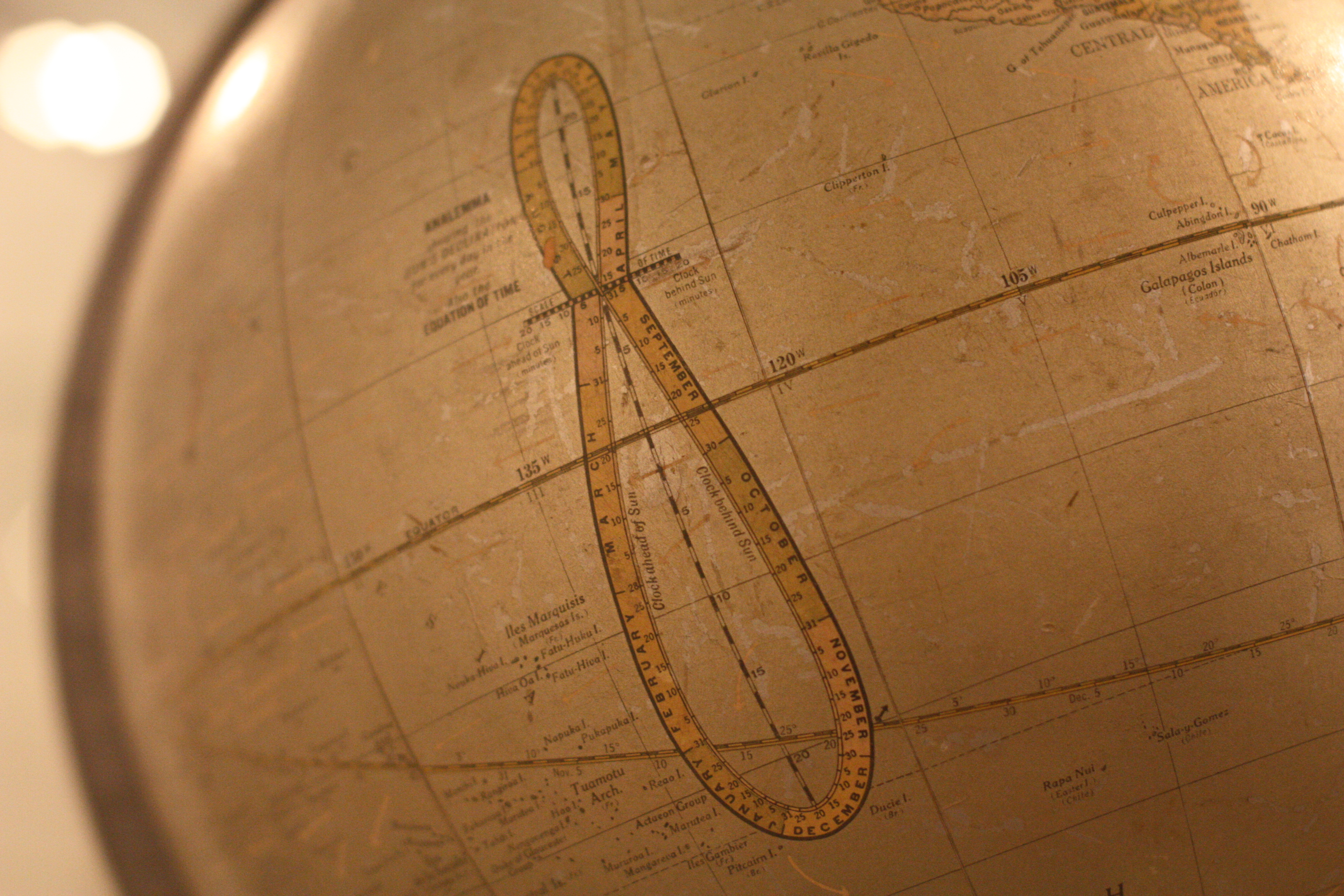
Analemma với các ký hiệu ngày, in trên quả địa cầu, tại Bảo tàng Địa cầu, Vienna, Áo.

Trong thiên văn học, analemma (/ˌænəˈlɛmə/; từ tiếng Hy Lạp ἀνάλημμα analēmma, nghĩa là "hỗ trợ") là một biểu đồ hiển thị các vị trí của Mặt Trời trên bầu trời, được quan sát từ một nơi cố định trên Trái Đất và tại cùng một thời gian Mặt Trời trung bình, khi vị trí đó thay đổi trong thời gian một năm. Sơ đồ này có dạng của một hình số tám, và có thể được vẽ trên một số quả địa cầu của Trái Đất.
Sự thay đổi vị trí của Mặt Trời có thể được xét theo hai thành phần của analemma. Thành phần dọc theo hướng Bắc–Nam là do sự thay đổi xích vĩ của Mặt Trời do độ nghiêng trục quay của Trái Đất. Thành phần dọc theo hướng Đông–Tây là do độ thay đổi không đều của xích kinh của Mặt Trời, bị chi phối bởi tác động kết hợp của độ nghiêng trục quay Trái Đất và tâm sai quỹ đạo.
Analemma với dấu ghi ngày tháng có thể được sử dụng cho các mục đích thực tế khác nhau. Nếu không có dấu ngày, chúng ít khi được sử dụng, ngoại trừ việc trang trí. Analemma (như chúng được biết đến ngày nay) có thể đã được sử dụng kết hợp với đồng hồ Mặt Trời kể từ thế kỷ thứ 18 để chuyển đổi giữa thời gian Mặt Trời biểu kiến và thời gian Mặt Trời trung bình. Trước đó, thuật ngữ analemma dùng để chỉ chung các phương pháp chiếu đồ để thể hiện các vật thể ba chiều lên mặt phẳng hai chiều, nay được gọi là phép chiếu lập thể.